# Library of Congress Control Number
Library of Congress Control Number (česky Kontrolní číslo Kongresové knihovny), zkráceně LCCN, je identifikátor, který používá Kongresová knihovna ve Washingtonu od roku 1898. Tento systém není zaměřený čistě na obsah díla a nelze jej proto zaměňovat s Library of Congress Classification. Jedná se o databázový identifikátor (evidenční číslo) v americké národní bibliografii ve standardu MARC. Od roku 1901 až do zavedení systému MARC si americké knihovny mohly objednávat katalogizační lístky pro LCCN u Kongresové knihovny, proto se tato čísla často nalézají v tirážích amerických knih.

## Identifikátor
Identifikátor se skládá z jedno- až dvoumístného písmenného prefixu, který se používá pouze pro některé standardní údaje, ročníku a šestimístného pořadového čísla.
Do roku 2000 se v případě ročníku používaly pouze poslední dvě číslice. Kvůli nejednoznačnosti od roku 1998 a v následujícím období (systém se používá od roku 1898), se přešlo na upravený způsob záznamu. Od roku 2001 po dvoumístném písmenném prefixu následuje celý čtyřmístný ročník a šestimístné pořadové číslo, které je kvůli snadnější čitelnosti zkráceno o začínající nuly a odděleno spojovníkem. Při vyhledávání podle LCCN v online katalogu je však nutné spojovník odstranit a chybějící nuly doplnit. Výjimku tvoří šestimístné číslice začínající číslem 7, které byly přidělovány během přerušeného experimentu v letech 1969–1972.
Příklady identifikátorů:
- ␣␣␣92022183␣ (92-22183) = Knapp Anthony: Elliptic curves (kniha)
- ␣␣2002024184 (2002-24184) = Marker David: Model theory (kniha)
- n␣␣50036535␣ (n50-36535) = Guy Davenport (osoba)
- no2008168642 (no2008-168642) = United States. President (2009-: Obama) (osoba)
- sh␣85092242␣ (sh85-92242) = Noncommutative rings (heslo)